# Архангел (Владимирская область)
Архангел — село в Меленковском районе Владимирской области России, входит в состав Бутылицкого сельского поселения.

## География
Село расположено в 13 км к северу от города Меленки, на берегу реки Унжа.

## История
В писцовых книгах 1629—1630 годов погост Животворящего Креста и Архангела Михаила был известен благодаря своей святыне — Животворящему Кресту Господню. В Архангельском погосте было две церкви. Древнейшая из них в честь собора Архангела Михаила. Когда построена каменная Архангельская церковь, не известно, однако в 1851 году к ней пристроен с южной стороны придел в честь святых апостолов Петра и Павла. При церкви была невысокая каменная колокольня. Вместо другой деревянной церкви в честь Воздвижения Честного и Животворящего Креста Господня в 1822—1832 годах был построен каменный храм того же имени, средства на строительство и украшение храма были даны главным образом муромскими купцами Первовыми. В 1893 году приход состоял из села Архангела и деревень: Злобино, Яслево, Прудни, Копнино, Муралево и Верхнеунженского железоделательного Балташевского завода. По клировым ведомостям числилось мужчин — 1791, женщин — 1891. В селе Архангел имелась народная школа, первоначально открытая в 1845 году, в 1896 году в ней было 70 учащихся. С 1896 года в селе была открыта школа грамоты, учащихся в ней было 30.
В конце XIX — начале XX века село являлось центром Архангельской волости Меленковского уезда.
С 1929 года село являлось центром Архангельского сельсовета, с 2005 года — в составе Бутылицкого сельского поселения.

## Население
| 1859 | 1897 | 1905 | 1926  | 2002 | 2010 | 2021 |
| ---- | ---- | ---- | ----- | ---- | ---- | ---- |
| 463  | ↗680 | ↗756 | ↗1107 | ↘429 | ↘396 | ↘363 |

## Инфраструктура
В селе имеются Архангельская средняя общеобразовательная школа имени Героя Советского Союза Краснова Виктора Михайловича (основана в 1901 году), детский сад № 23, библиотека, участковый пункт полиции, отделение почтовой связи.

## Экономика
В селе находится завод по производству питьевой воды «Унженская».

## Достопримечательности
В селе расположена действующая церковь Михаила Архангела (1701—1899).